# Dolmen von Matarrubilla
Der 1917 entdeckte Dolmen von Matarrubilla liegt in Valencina de la Concepción bei Sevilla in Andalusien in Spanien. Der Dolmen wurde 1918 und 1955 ausgegraben. Der Zugang ist mit einem modernen Torbau versehen.

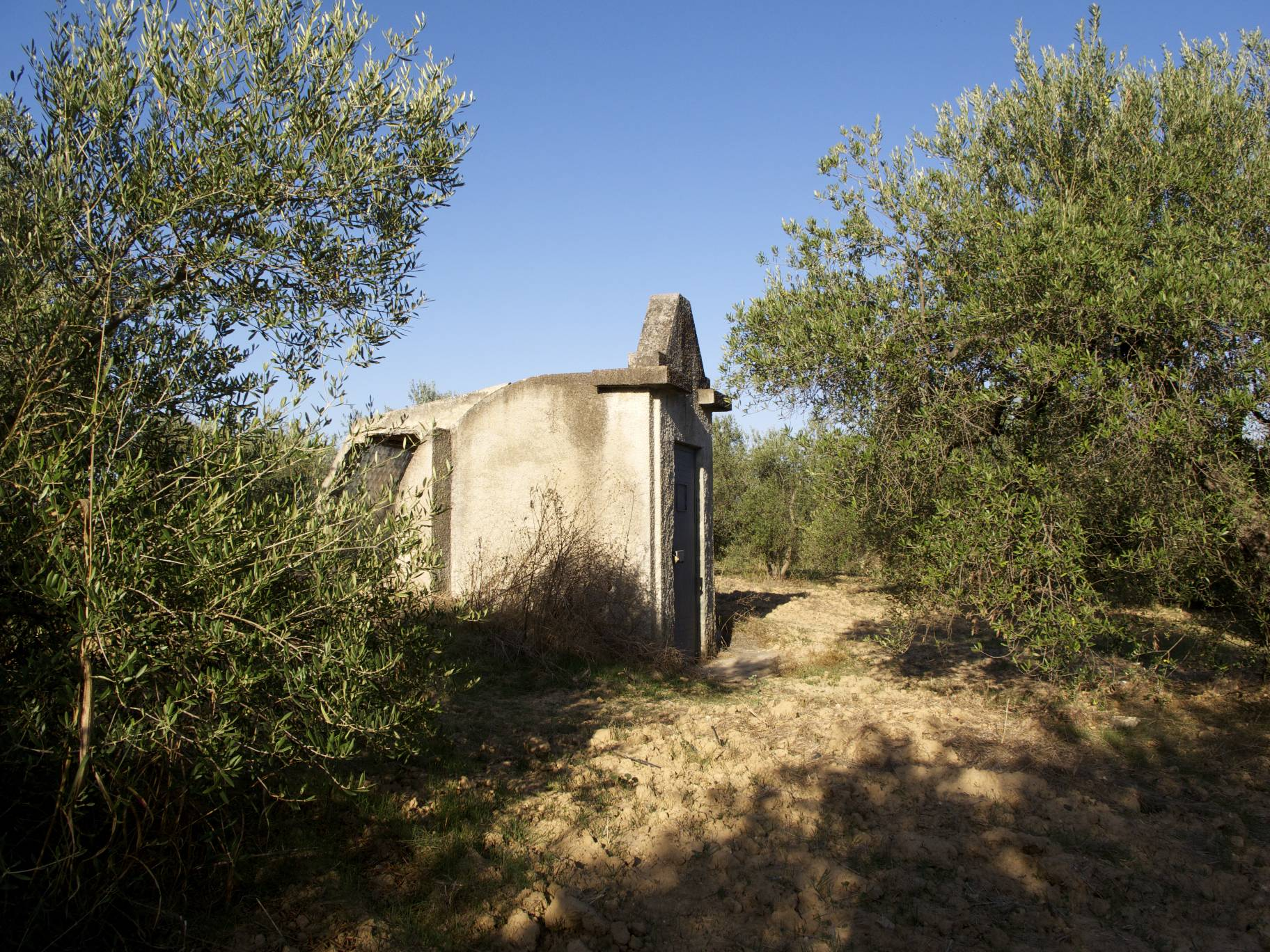
Torbau des Dolmen

## Beschreibung
Die komplett unterirdische andalusische Ganganlage besteht aus einem etwa 29,0 m langen Gang und einer runden Kammer von 2,7 m Durchmesser und etwa 2,0 m Höhe. Die Kammerdecke ist als Kraggewölbe ausgebildet, das von einer großen Granitplatte abgeschlossen wird. In der Mitte der Kammer liegt ein schwarzer Marmorstein mit einer etwa 10 cm tiefen quadratischen Eintiefung, der als Altar oder Opfertisch bezeichnet wird. Große Steine anderer Formgebung finden sich auch in den Kammern der Dolmen von Antequera.
Der 1,3 m breite und etwa 2,0 m hohe Gang besteht aus Schichten von Bruchstein und Ton und wird von Kalksteinplatten bedeckt. Die Ausrichtung nach Westen unterscheidet ihn von den Zugängen der übrigen Megalithanlagen Spaniens.

## In der Nähe
Der Dólmen de Ontiveros wurde 1948 unter einem modernen Gebäude entdeckt und ist nur auf etwa 10 m Länge im Bereich des Ganges ausgegraben. Er weist an verschiedenen Stellen ockerfarbene Farbreste auf.